# Jan Jankowski (1926–1987)

Jan Jankowski (1972)

Jan Jankowski (ur. 23 czerwca 1926 w Chełmie, zm. 26 maja 1987 w Radomsku) – polski technik ekonomista i działacz partyjny, poseł na Sejm PRL VI kadencji.

## Życiorys
Syn Józefa, posiadał wykształcenie średnie. Od 1950 pracował w Zakładach Przemysłu Terenowego w Radomsku. W 1951 zajmował stanowisko sekretarza zarządu oddziału Związków Zawodowych Pracowników Przemysłu Drobnego, w latach 1954–1962 przewodniczącego rady zakładowej w Zakładach Mebli Giętych w Radomsku, a w 1962 został kierownikiem zakładu nr 2 tej fabryki.
W lutym 1954 został członkiem Polskiej Zjednoczonej Partii Robotniczej. Pełnił w niej szereg funkcji, m.in. I sekretarza Komitetu Zakładowego, a także członka egzekutywy radomszczańskiego Komitetu Powiatowego oraz plenum Komitetu Wojewódzkiego partii w Łodzi. W 1968 był delegatem na V zjazd PZPR. W 1972 uzyskał mandat posła na Sejm PRL w okręgu Piotrków Trybunalski. Zasiadał w Komisji Drobnej Wytwórczości, Spółdzielczości Pracy i Rzemiosła, pełnił również funkcję zastępcy przewodniczącego Komisji Leśnictwa i Przemysłu Drzewnego. W późniejszym czasie pełnił funkcje sekretarza Komitetu Miejsko-Gminnego PZPR w Radomsku (1979–1981) oraz starszego inspektora Wydziału Rolnego KW partii w Piotrkowie Trybunalskim (1981–1985).
Został pochowany na cmentarzu w Radomsku.

## Odznaczenia
- Złoty Krzyż Zasługi
- Srebrny Krzyż Zasługi